# Lijst van burgemeesters van Delfzijl
Dit is een lijst van burgemeesters van de voormalige Nederlandse gemeente Delfzijl in de provincie Groningen.
De gemeente Delfzijl werd op 1 januari 2021 opgeheven en ging op in de nieuw gevormde gemeente Eemsdelta.
| Ambtsperiode | Naam burgemeester                                | Partij of stroming | Bijzonderheden |
| ------------ | ------------------------------------------------ | ------------------ | --- |
| 1811 - 1813  | Lucas Johannes Spandaw du Celliée (of Ducellié)  |                    | maire van Delfzijl |
| 1813 - 1814  | Hamo Bellinga                                    |                    | |
| 1814 - 1831  | Jan Jans Vos                                     |                    | |
| 1831 - 1833  | mr. Sijnco Reijnders                             |                    | beroep: advocaat en notaris; werd burgemeester van Appingedam                                                                    |
| 1833 - 1842  | mr. Hamo Bellinga                                |                    | |
| 1842 - 1856  | Pieter Jans Vos J.Jzn.                           |                    | |
| 1856 - 1857  | mr. Johan Victor Christiaan Wichers              |                    | |
| 1857 - 1861  | Jan Jacobs Borst                                 |                    | was wethouder van Delfzijl |
| 1861 - 1863  | Casper Leemkuil Schukking                        |                    | |
| 1863 - 1876  | Edzard Willem Laman Eyssonius Wichers            |                    | ovl. 8 september 1875 |
| 1876 - 1877  | Heike Martinus Toxopeus (1832-1877)              |                    | ovl. 23 september 1877 |
| 1877 - 1879  | Rudolf Ebels van der Loeff                       |                    | werd burgemeester van Ooststellingwerf                                                                                           |
| 1880 - 1884  | P.J.L. Vos                                       |                    | |
| 1884 - 1889  | Hillebrand Jacob Wichers J.V.Czn.                |                    | werd burgemeester van Winschoten                                                                                                 |
| 1890 - 1897  | Jacob Jans Borst                                 |                    | |
| 1897 - 1906  | Hebbe Hebbes                                     |                    | was burgemeester van Zuidbroek, werd burgemeester van Schoterland                                                                |
| 1906 - 1922  | Derk Boerema (1849-1922)                         |                    | beroep: steenfabrikant; ovl. 2 januari 1922                                                                                      |
| 1922 - 1937  | Jan Buiskool                                     |                    | was burgemeester van Vlagtwedde                                                                                                  |
| 1937 - 1942  | Lubbertus Hendericus van Julsingha               |                    | was gemeentesecretaris van Delfzijl                                                                                              |
| 1942 - 1945  | Cornelis Catharinus Jacobus Welleman             |                    | waarnemend burgemeester, werd burgemeester van Appingedam                                                                        |
| 1945 - 1952  | Lubbertus Hendericus van Julsingha               |                    | |
| 1952 - 1960  | drs. Johannes Anthonius Franciscus (Hans) Roelen | VVD                | werd burgemeester van Zwolle |
| 1960 - 1964  | mr. Abraham Adriaan Jacob Goldberg               | VVD                | werd burgemeester van Wisch |
| 1964 - 1973  | Aldert Pieter Jan van Bruggen                    | VVD                | |
| 1973 - 1980  | mr. Paul Scholten                                | VVD                | werd burgemeester van Soest |
| 1980 - 1987  | mr. Ivo Willem (Ivo) Opstelten                   | VVD                | was burgemeester van Doorn, werd burgemeester van Utrecht                                                                        |
| 1988 - 2003  | Eduard (Ed) Haaksman                             | VVD                | was burgemeester van Terschelling                                                                                                |
| 2003 - 2003  | A. (Annemarie) Jorritsma-Lebbink                 | VVD                | waarnemend burgemeester, werd burgemeester van Almere                                                                            |
| 2003 - 2004  | Hendrikus Andreas Lambertus (Henk) van Hoof      | VVD                | waarnemend burgemeester, was voordien en nadien staatssecretaris                                                                 |
| 2004 - 2006  | M. (Maritje) Appel-de Waart                      | PvdA               | was burgemeester van Bergh |
| 2006 - 2008  | mr. Cornelis Jan Dirk (Cees) Waal                | PvdA               | waarnemend burgemeester, oud-burgemeester van Deventer                                                                           |
| 2008 - 2015  | E.A. (Emme) Groot                                | PvdA               | was burgemeester van Appingedam                                                                                                  |
| 2015 - 2020  | drs. G. (Gerard) Beukema                         | PvdA               | waarnemend burgemeester, was secretaris-directeur van het IPO werd benoemd als waarnemend burgemeester van de gemeente Eemsdelta |